# Diario de México
Diario de México fue el primer periódico diario publicado en México, cuyos editores fueron Juan Wenceslao Barquera y Carlos María Bustamante. El primer ejemplar salió a la venta en la Ciudad de México el 1 de octubre de 1805. Este escrito, tiene una significación importante en el ámbito cultural y social en México, debido a dos hechos fundamentales: la inestabilidad política española causada por la Invasión Napoleónica (1808) y la formación de la explosión social que representó la guerra de Independencia. 

## Antecedentes
A principios del siglo XIX, el monopolio de la información estaba en manos de la Gaceta de México, publicación que dependía de la Corona Española en la que se publicaban cartillas, cartones, novenas, volantes, etc. La Gazeta de México tenía la información controlada, pues no se podía publicar ninguna nota disidente respecto a la Corona Española, de igual forma, los comentarios en contra de los problemas de la sociedad o las opiniones sobre cualquier hecho eran censuradas. 
La aparición del Diario de México permitió la apertura de un canal de expresión distinto, en el que el gobierno virreinal no tenía ninguna injerencia. Por su parte, los individuos comenzaban a ser vistos como ciudadanos por su opinión independiente.

## Historia de su creación
En 1805, el mexicano Carlos María Bustamante y el dominicano Jacobo de Villaurrutia, se dieron a la tarea de fundar en México un Diario parecido al Diario de Madrid el cual contuviera artículos sobre literatura, arte y ciencia. El proyecto fue respaldado por Nicolás de Galera y Taranco (tío político de Villaurrutia) quien fungió como inversionista del Diario y al cual debía incluirse en la lista de los fundadores. También, colaboraron otros hombres ilustrados como el licenciado Azcarate, los hermanos Fagoaga, así como el fray Melchor de Talamantes.
Fue pionero en temas literarios, que ayudaron al primer grupo de poetas neoclásicos mexicanos pertenecientes a la primera asociación literaria mexicana, La Arcadia. También, se enfocó en temas sociales, históricos y políticos. Asimismo, incorporó, asimiló y transformó varias ideas estéticas y políticas, tanto locales como internacionales.
El primer periódico diario que aparece en ese país es ya testigo de la violación a la libertad en cuestión. José Ruiz Costa editor del Diario de México, es separado de la redacción y perseguido por publicar el tipo de ideas que justamente estaban expresamente permitidas por la constitución vigente: las ideas políticas.  Cabe señalar que estas se oponían generalmente a las versiones oficiales y solían encaminarse a reflexionar sobre las conducta política de gobernantes y gobernados.

## Estructura
El Diario de México era una hoja impresa por los dos lados, doblada a la mitad formaba cuatro páginas, sus dimensiones eran de 14x20 centímetros. El número de páginas variaba debido a un anexo de una o dos páginas. La numeración de sus páginas era reiniciada cada primero de enero, continuando la numeración el resto del año, esto con el fin de organizar las publicaciones y formar un tomo por año.
El periódico iniciaba con noticias religiosas, con el santoral o con efemérides. Inicialmente se plasmaba un poema en la primera página, no obstante, a partir de 1808 los poemas comenzaron a escasear hasta desaparecer.
En las páginas centrales se hablaba de descubrimientos científicos, la biografía de algún músico, cuestiones de gramática u ortografía (latina y española), literatura, historia y reseñas de obras de teatro.
La página final contenía una sección de anuncios que informaban sobre algunos libros en venta, objetos extraviados o robados, una amplia gama de artículos, intercambio de objetos valiosos, esclavos en venta o alquiler de criados y la obra que sería representada esa noche en el Teatro Coliseo.
En algunos tomos fueron publicados los nombres de estudiantes que habían sobresalido en algún examen de los colegios o seminarios de Minería. Asimismo, se dieron a conocer los nombres de los suscriptores del Diario en los que se encontraban funcionarios del gobierno, artistas, sacerdotes, poetas, entre otros.

## Personajes sobresalientes
Los poetas más destacados son: Francisco Manuel Sánchez de Tagle, Anastasio María de Ochoa y Acuña, Ramón Quintana del Azebo, Juan Wenceslao Sánchez de la Barquera, Juan María Lacunza, Mariano Barazábal, José María Rodríguez del Castillo y fray Manuel Martínez de Navarrete. Este último era el poeta más prominente de aquella época, debido a la frecuencia de sus publicaciones, la mejor calidad de sus poemas y los recursos estilísticos retóricos que empleaba.[cita requerida]
Por su parte, José Victoriano Villaseñor, Luis de Mendizábal, Juan José de Guido, Francisco Palacios, José Leal de Gauce, Manuel Manso, Pelayo Suárez, Joaquín Conde, Antonio Reyes y Pedro Cabezas. Eran poetas menos prominentes y, por ende, publicaban con menor frecuencia en el Diario de México.[cita requerida]
Finalmente, también colaboraban escritores dedicados a la sátira o a los escritos políticos. Tal fue el caso de José Joaquín Fernández de Lizardi, Antonio José de Irisarri y Simón Bergaño y Villegas.[cita requerida]

## Periodos delDiario de México
El periodo en el que se desarrolló el Diario de México fue de octubre de 1805 a enero de 1817, durante este lapso, la publicación tuvo dos etapas; la primera abarca desde sus inicios hasta diciembre de 1812, fecha en la que se interrumpió su aparición debido a la suspensión de la libertad de imprenta, que establecieron las cortes de Cádiz, esto con el fin de evitar una cultura liberal e ilustrada que tuviera una nueva identidad, la identidad mexicana.
Del 5 al 9 de diciembre de 1812 la publicación no tuvo actividad, fue hasta el 10 de diciembre que el periódico retomó actividades con normalidad, sin embargo, el día 20 de diciembre del mismo año se anunció que el Diario anterior había dejado de existir, dando paso a uno nuevo, que contaba con diferentes editores.

## Actividad literaria en elDiario de México
El Diario de México fue una publicación periódica fundamental para la difusión de la actividad literaria en la Nueva España, en el se publicaron muchos textos de carácter literario. Podemos encontrar sonetos, fábulas, epigramas entre otros textos. Principalmente, estos aparecieron en la primera etapa del periódico que va de 1805 hasta 1815. En la segunda etapa, por desgracia el contenido literario comenzó a escasear hasta ser nulo. Sin embargo, en este primer periodo podemos encontrar mucho contenido literario. Esto nos deja ver que era una actividad muy prolifera.
En el Diario de México podemos encontrar y rastrear a muchos autores que posteriormente se hicieron de renombre uno de los más importantes fue José Joaquín Fernández de Lizardi. No obstante, algunos autores han quedado olvidados porque muchos firmaban sus escritos de manera anónima o con algún seudónimo. Un punto a destacar es que por su fácil circulación esta literatura estaba al alcance de un público muy amplio. Además, "el Diario tiene el mérito de haber dado a conocer las primeras producciones literarias de escritores mexicanos del siglo XIX, algunos de los cuales se hicieron famosos. Utilizando las páginas del Diario [...] apareció en México un grupo de poetas que creó una sociedad llamada Arcadia". Este grupo estuvo conformado por Manuel Martínez de Navarrete, Francisco Manuel Sánchez de Tagle, Anastasio de Ochoa y Acuña, Antonio José de Irisarri y otros más.